# .nu
.nu är en nationell toppdomän för ön Niue i Stilla havet, precis som .se är nationell toppdomän för Sverige och .nl är toppdomän för Nederländerna. Ön tillåter domänregistreringar från hela världen, men är populärast i Belgien, Danmark, Nederländerna och Sverige där ordet "nu" har relevans. Toppdomänen är även ganska vanlig i Norge trots att "nu" saknar betydelse på norska.
I Sverige var .nu-domänen främst populär före 2003, då .se-domäner bara fick spegla namn på myndigheter och aktiebolag. Numera registrerar större företag domäner under .nu främst för att undvika att andra tar deras namn och använder dem till phishing och cybersquatting. En del skaffar .nu-domäner för att .se-namnet är upptaget. En undersökning från 2017 visade att 9 procent av de svenska domännamnsägarna hade en .nu-adress för privat ändamål, jämfört med 72 procent som ägde en .se-adress.
Niue har senare försökt få tillbaka rättigheterna till domänen då de inte anser att domänens förvaltare uppfyllt sin del av avtalet och istället tjänat pengar på öns bekostnad.
Stiftelsen för Internetinfrastruktur ansvarar sedan 2013 för drift och administration av .nu.